# قاسم أحمدا
قاسم أحمدا (بالفرنسية: Kassim Ahamada)‏ هو لاعب كرة قدم فرنسي في مركزي الدفاع، ولد في 18 أبريل 1992 في دزاودزي في فرنسا. شارك مع منتخب جزر القمر لكرة القدم. أما مع النوادي، فقد لعب مع نادي بوفيه ونادي تروا.

## وصلات خارجية
- قاسم أحمدا على موقع قاعدة بيانات كرة القدم.إي يو (الإنجليزية)
- قاسم أحمدا على موقع ناشيونال فوتبول تيمز (الإنجليزية)
- قاسم أحمدا على موقع Soccerway.com (الإنجليزية)
- قاسم أحمدا على موقع عالم كرة القدم.نت (الإنجليزية)